# Semjon Romanowitsch Woronzow

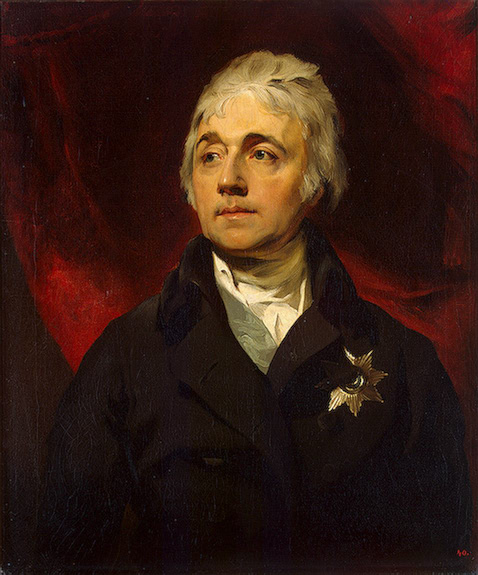
Semjon Romanowitsch Woronzow (Thomas Lawrence, 1805–1806, Eremitage (Sankt Petersburg))

Semjon Romanowitsch Woronzow (russisch Семён Романович Воронцов; * 15. Junijul. / 26. Juni 1744greg. in Moskau; † 9. Juni 1832 in London) war ein russischer Diplomat und Autor.

## Leben

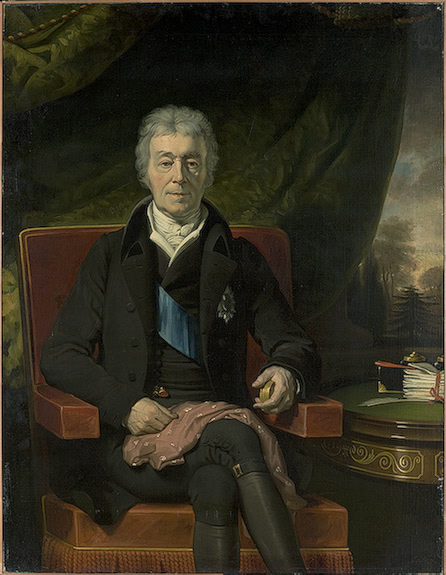
Semjon Romanowitsch Woronzow (Richard Evans, 1828)

Woronzows Eltern waren der Offizier im Ismailowski Leibgarde-Regiment und spätere Staatsmann und General en chef Roman Illarionowitsch Woronzow (1707–1783) und die Kaufmannstochter Marfa Iwanowna Surmina (1718–1745). Woronzows ältere Geschwister waren Jekaterina Romanowna Woronzowa-Daschkowa (1743–1810), Alexander Romanowitsch Woronzow (1741–1805), Jelisaweta Romanowna Woronzowa (1739–1792) und Marija Romanowna Woronzowa-Buturlina (1737–1765). Nach dem frühen Tod seiner Mutter wuchs Semjon Woronzow zunächst bei seinem Großvater in Kapzewo (Iljinski-Rajon) auf und dann im Hause seines Onkels Michael Larionowitsch Woronzow in St. Petersburg. Als Sechzehnjähriger machte er eine Reise durch Russland und Sibirien.
1762 wurde der Kammerpage Woronzow Kammerjunker (5. Rangklasse). Allerdings zog er es vor, als Porutschik (9. Rangklasse) in das Preobraschensker Leib-Garderegiment aufgenommen zu werden. Nach dem Sturz Peters III. war Woronzow kurzzeitig verhaftet, da seine Schwester Jelisaweta die Geliebte Peters III. war. Daraufhin widerstrebte ihm der Dienst in der Garde. Seinem Onkel Michael Larionowitsch Woronzow, der Kanzler Peters III. war und sein Amt verloren hatte, gelang es, dass Semjon Woronzow 1764 als Botschaftsrat nach Wien geschickt wurde. Bald darauf ließ er sich beurlauben. Bei Beginn des Russisch-Türkischen Krieges (1768–1774) trat Woronzow wieder in den Dienst und zeichnete sich 1770 in den Schlachten an der Larga (Nebenfluss des Pruth im Rajon Cantemir) und bei Cahul aus, so dass er 1774 zum Brigadier (5. Rangstufe) befördert wurde. Zusammen mit P. W. Sawadowski bereitete er den Text des Friedensvertrages vor.
1783 war Woronzow bevollmächtigter Minister in Venedig und darauf ab 1785 in London. Dort machte er sich schnell mit den politischen Institutionen vertraut und gewann großen Einfluss. Beim Russischen Türkenkrieg (1787–1792) trug er dazu bei, dass die britische Hilfsflotte zur Unterstützung der Türken abgerüstet wurde. 1793 erreichte er eine Erneuerung des Handelsvertrages des Vereinigten Königreiches mit dem Russischen Kaiserreich. Danach irritierte er Katharina II. durch seine Unterstützung der exilierten Bourbonen, seine Kritik an der bewaffneten Neutralität Russlands und seine grundsätzliche Kritik an den Teilungen Polens. Auch kritisierte er die Ansiedlung britischer Sträflinge auf der Krim und die Einstellung von Ausländern in den russischen diplomatischen Dienst.
Nach dem Regierungsantritt Pauls I. wurde Woronzow 1796 zum Außerordentlichen und Bevollmächtigten Botschafter in London befördert im Rang eines Generals der Infanterie, obwohl er seit 1774 nicht mehr in der Armee war. 1797 erhielt er die Grafenwürde und Landgüter mit Bauern im Großfürstentum Finnland. Obwohl Woronzow eigenmächtig den Flottenverband M. K. Makarows, der zur Blockierung der niederländischen Küste eingesetzt war, gegen den Rückkehrbefehl zurückhielt und die Ernennung zum Vizekanzler und Kanzler ablehnte, verlor er nicht die Gunst Pauls I.
Erst als die Annäherung Pauls I. an Frankreich zu Spannungen mit dem Vereinigten Königreich führte, wurde Woronzow 1800 beurlaubt mit der Genehmigung seines Verbleibens in London. Im Folgejahr  wurden Woronzows Landgüter wegen einbehaltener Staatsgelder durch Londoner Bankiers ohne Untersuchung konfisziert, was schon Monate danach durch Alexander I. wieder rückgängig gemacht wurde. Auch wurde Woronzow wieder zum Londoner Botschafter ernannt.
Die schwierigen politischen Verhältnisse, Familienprobleme, der Tod seines Bruders Alexander und seine geschwächte Gesundheit veranlassten Woronzow schließlich, um seine Entlassung zu bitten, die ihm 1806 gewährt wurde. Sein Nachfolger war Pawel Alexandrowitsch Stroganow. Woronzow blieb in London und artikulierte in Briefen an Freunde und Verwandte seine Ansichten über die inneren und äußeren Ereignisse in Russland. Außer den zahlreichen Briefen zu meist historischen Themen und seinen Notizen über die russische Armee verfasste Woronzow eine Autobiografie (1796–1797) und eine Abhandlung über die innere Verwaltung Russlands (1802). Ihm wurde nachgesagt, dass er nie ein Wort Englisch sprach. Woronzow wurde in der Pembroke-Familiengruft in der Londoner Kirche St Mary-le-Bow bestattet.
1832 teilte George Beasley seinem Bruder Michail Semjonowitsch Woronzow mit, dass er beim König die Änderung seines Namens in Woronzow beantragen wollte, was Michail Semjonowitsch 1833 ablehnte. 1835 kündigte George Beasley an, seinen Namensänderungswunsch in der Zeitung veröffentlichen zu wollen, worauf seine Schwester Jekaterina Semjonowna Pembroke die Unterbrechung der Jahresrentenzahlung veranlasste.  George Beasley gab schließlich 1837 die Namensänderung auf und erhielt das Geld bis zum Tode seines Bruders  Michail Semjonowitsch 1856.

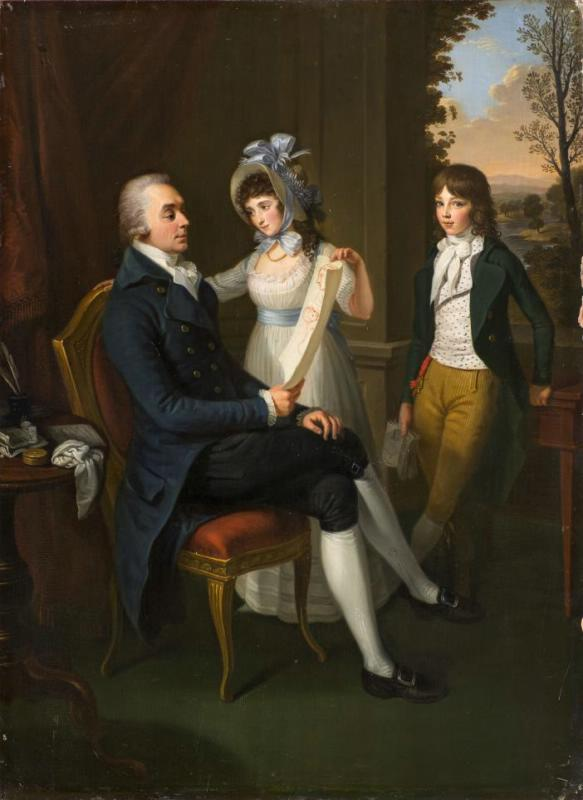
Semjon Romanowitsch Woronzow mit seinen Kindern

## Familie
1780 heiratete Woronzow Jekaterina Alexejewna Senjawina (1761–1784), Tochter Admirals Alexei Naumowitsch Senjawin. Sie bekamen zwei Kinder Michail Semjonowitsch Woronzow (1782–1856) und Jekaterina Semjonowna Woronzowa (1783–1856), die George Herbert, 11th Earl of Pembroke auf Wilton House heiratete. Jekaterina Alexejewna starb bald darauf an der Schwindsucht. Mit der Engländerin Mary Beklebek († 1791) hatte Woronzow den Sohn George Beasley (1790–1875) bekommen, den er nicht anerkannte und mit einer Jahresrente von 600 Pfund Sterling versorgte. 

## Ehrungen
- Russischer Orden des Heiligen Georg IV. Klasse, III. Klasse (1770)
- Alexander-Newski-Orden (1786)
- Orden des Heiligen Wladimir I. Klasse (1791)
- Orden des Heiligen Andreas des Erstberufenen (1797)
- Russischer Orden der Heiligen Anna I. Klasse (1797)